# 长穗桑
长穗桑（学名：Morus wittiorum）为桑科桑属的植物，是中国的特有植物。分布于中国大陆的湖北、湖南、广东、广西、贵州等地，生长于海拔900米至1,400米的地区，多生长于山坡疏林中及山脚沟边，目前已由人工引种栽培。

## 别名
黔鄂桑（贵州）
長果桑、紫金蜜桑